# 弗里多尔芬
弗里多尔芬是德国巴伐利亚州的一个市镇。总面积44.24平方公里，总人口4113人，其中男性2049人，女性2064人（2011年12月31日），人口密度93人/平方公里。